# Nicușor Bancu
Nicușor Silviu Bancu (n. 18 septembrie 1992, Crâmpoia, România) este un fotbalist român, care joacă pe post de fundaș lateral sau mijlocaș lateral la CSU Craiova în SuperLiga României. Pe plan internațional, are prezențe la națională pentru România.